# Genoveva Ximenes Alves
Genoveva Viviana Ximenes Alves, Kampfname Bikiak, ist eine Unabhängigkeitsaktivistin und Lehrerin aus Osttimor.

## Werdegang
Während der indonesischen Besatzung war Alves in der Organisação Mulher Timorense (OMT) als Unabhängigkeitsaktivistin tätig. Ihre letzte Position hier war OMT-Sekretärin der Subregion in Aileu. Neun Jahre lebten sie und ihr Ehemann in der Wildnis für den bewaffneten Widerstand. Nachdem sie das Leben im Untergrund aufgegeben hatten, arbeiteten sie im Bildungssystem des Distrikts Aileu. Nach Abzug der Indonesier 1999 half Alves beim Aufbau der OMT, wo sie auf Distriktsebene eine zentrale Rolle spielte.
Zunächst als Freiwillige, später als Lehrerin leitete sie Kurse in Staatsbürgerkunde und Menschenrechten. Unter schwierigen Umständen wurde nach den Zerstörungen durch die Indonesier der Schulbetrieb wieder aufgenommen und in der Stadt Aileu Colégio São Paulo durch die katholische Kirche eröffnet. Alves wurde hier Geschichts- und Kulturgeschichtslehrerin. Unter ihrer Ägide wurde die Schule zu einer „Friedensschule“ gestaltet, an der den Schülern Methoden zur Verhandlung und Streitschlichtung vermittelt werden. 2001 wurde Alves Schatzmeisterin und leitende Lehrerin des Fachbereichs.
2001 war Alves Mitglied der Verfassungskommission und 2002 wurde sie zum Mitglied des Versöhnungsausschusses der Empfangs-, Wahrheits- und Versöhnungskommission von Osttimor (CAVR) in Aileu gewählt. Sie ist eine der „1000 Friedensfrauen“ auf der Liste der Organisation PeaceWomen Across the Globe, die 2005 für den Friedensnobelpreis vorgeschlagen wurden.

## Auszeichnungen
Für mehr als acht Jahre als zivile Aktivistin im Befreiungskampf gegen die Indonesier wurde Alves 2006 mit dem Ordem Nicolau Lobato ausgezeichnet.